# Din ven
Din ven (russisk: Ваша знакомая) er en sovjetisk film fra 1927 af Lev Kulesjov.

## Medvirkende
- Aleksandra Khokhlova som Khokhlova
- Pjotr Galadzjev
- Jurij Vasiltjikov som Vasiltjikov
- Boris Ferdinandov som Petrovskij
- Anna Tjekulaeva